# Schwimmanleger

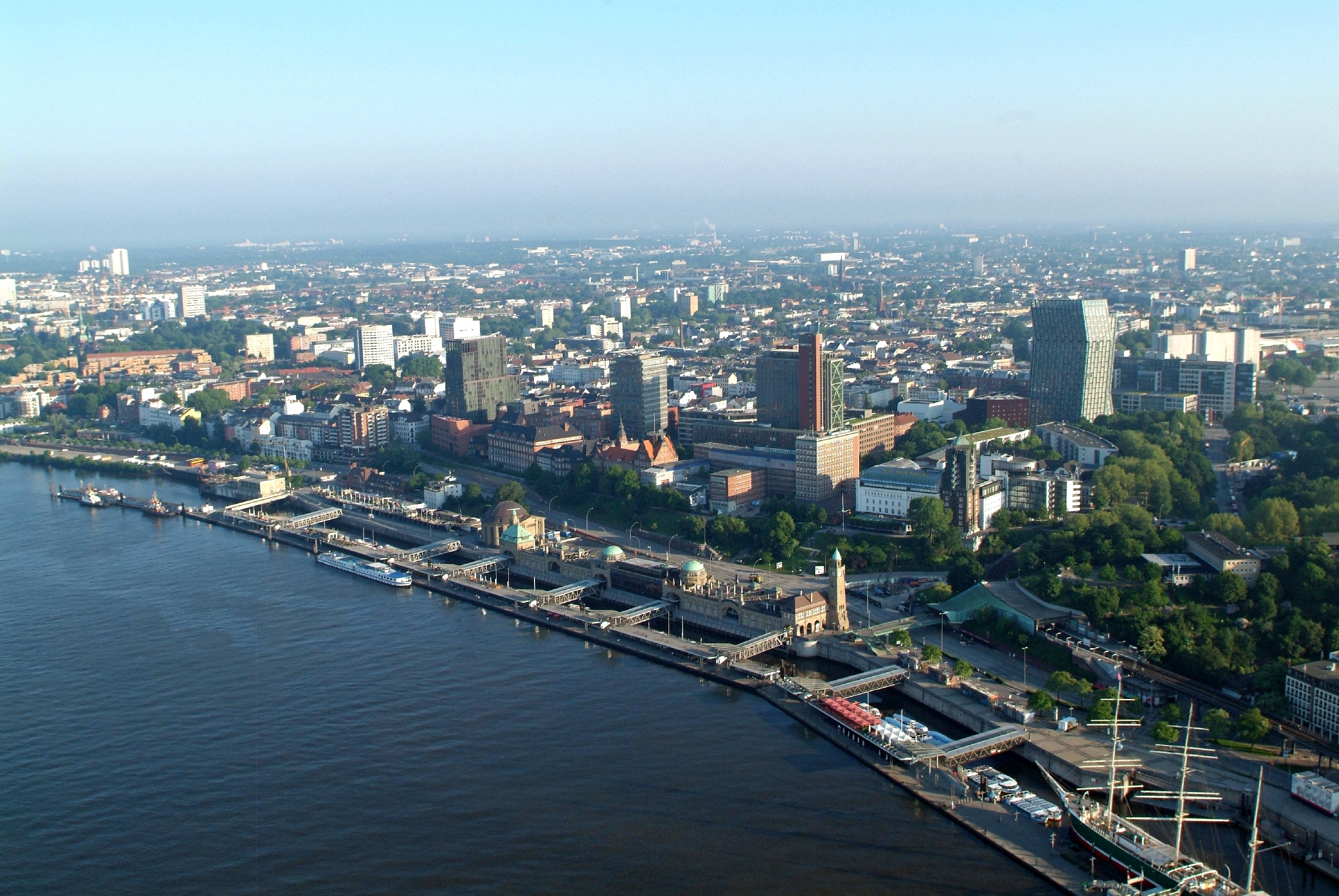
St. Pauli-Landungsbrücken

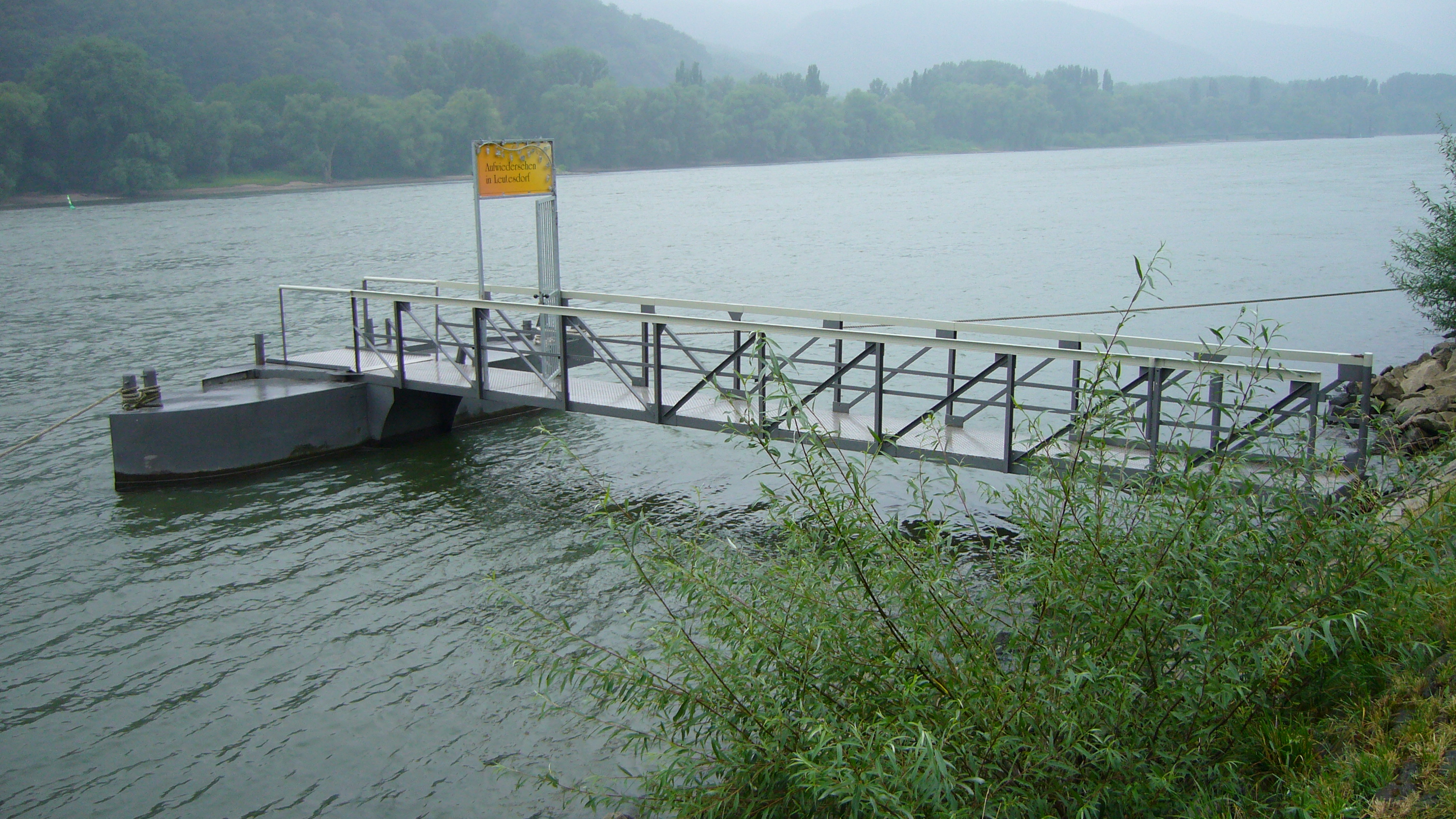
Anlegestelle für kleine Personenschiffe

Ein Schwimmanleger, in der Binnenschifffahrt auch Steiger genannt, ist ein schwimmender Schiffsanleger an Fluss- oder Seeufern. Ein Schwimmanleger besteht aus einem Ponton, der vom Festland über einen begehbaren oder befahrbahren Träger als Steg oder Brücke erreichbar ist. Über Steg/Brücke und Ponton können Passagiere das Schiff erreichen oder Güter be- und entladen werden. Die größten Schwimmanleger in Deutschland sind die St. Pauli-Landungsbrücken an der Elbe in Hamburg mit mehreren Brücken und miteinander verbundenen Pontons, die auch Gebäude tragen.
Speziell am Rhein ist für die Anlegestellen der großen Fahrgastschiffe der Begriff Schiffslandebrücke gebräuchlich. Der am weitesten in den Rhein ragende Schwimmanleger ist der Anleger am Namedyer Werth mit einer Länge von 135 Metern.
Mit Schwimmanlegern sind Schwimmstege vergleichbar, da sie ebenfalls als Anlegestellen dienen. Bei ihnen schwimmt jedoch der Steg selbst auf dem Wasser – und zumeist können viele Boote gleichzeitig an einem Schwimmsteg festmachen.

## Konstruktion

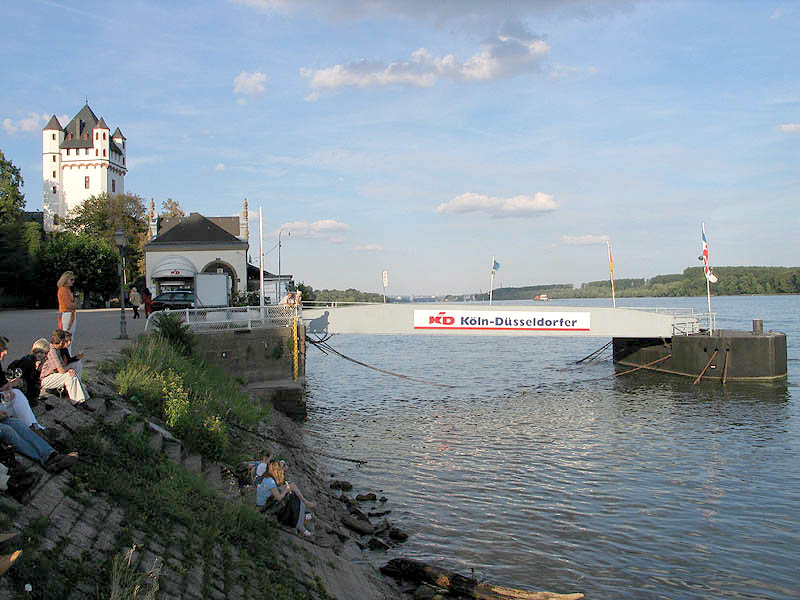
Schiffsanleger bei Eltville am Rhein

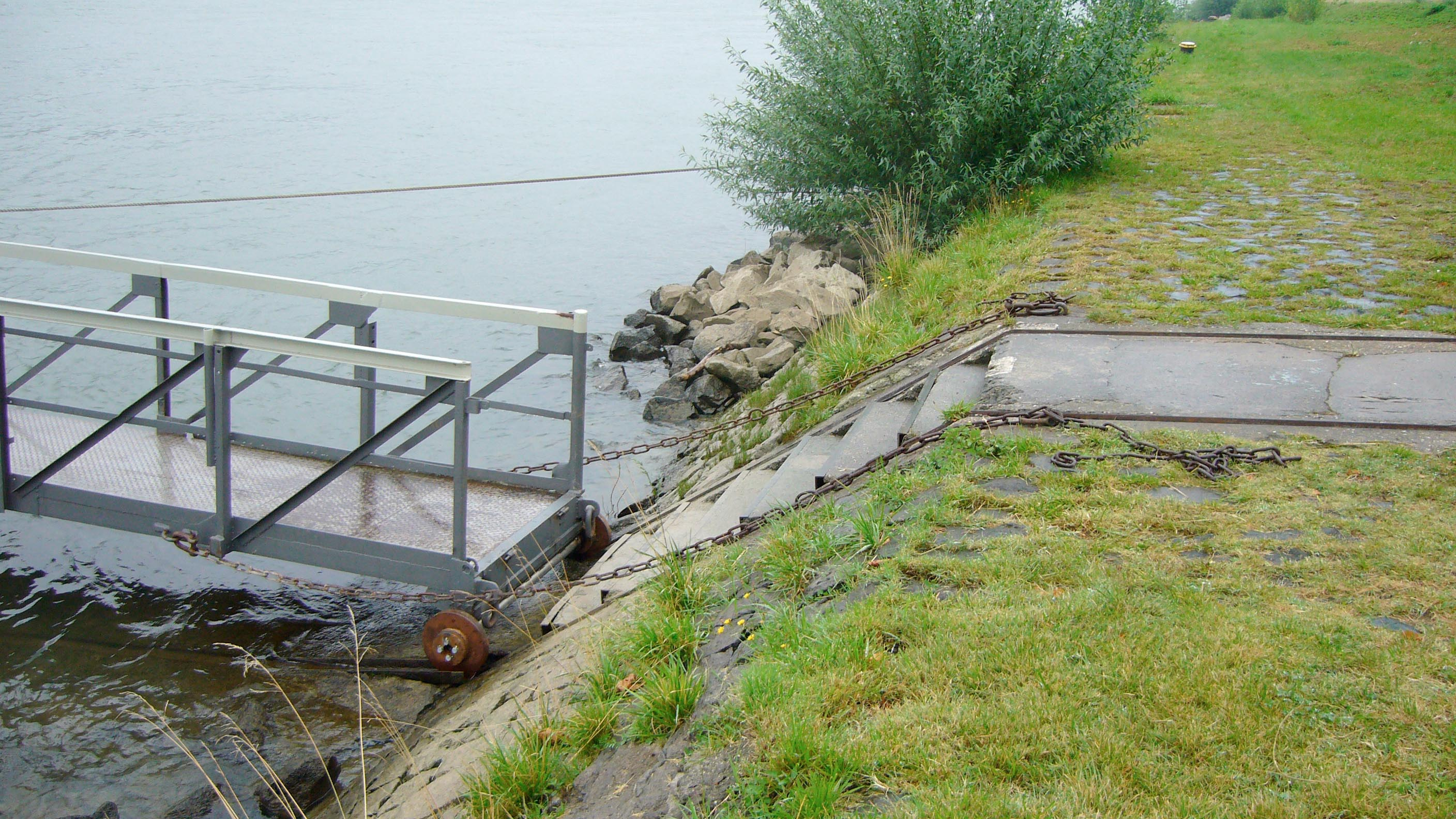
Landseitige Gleitbahn mit Treppe

Der Ponton liegt am Rand des Fahrwassers. Seine Position ist an seitlichen Pfählen gleitend befestigt oder an Binnenwasserstraßen mit mindestens zwei schräg zum Ufer gespannten Stahlseilen oder Ketten stabilisiert. Dazu kommen bei größeren Anlegern (z. B. in der Donau) oft zwei schräg angebrachte Hydraulikstangen, die den Druck der anliegenden Schiffe auffangen sollen.
An beiden Widerlagern des Trägers befinden sich Gelenke, damit der Anleger bei Hochwasser aufschwimmen und sich bei Niedrigwasser senken kann. Bei Anlegestellen für kleinere Personenschiffe kann das landseitige Widerlager mitunter auf schrägen Gleitschienen in der Uferböschung je nach Wasserstand gehoben oder gesenkt werden. Bei Niedrigwasser dient eine Treppe zwischen den Gleitschienen der Verbindung von Landebrücke und Ufer.
Anlegestellen müssen vom zuständigen Wasserstraßen- und Schifffahrtsamt (WSA) genehmigt werden. Beim Bau einer Anlegestelle sind alle sicherheitstechnischen Anforderungen zu erfüllen. Der Schwimmkörper muss rundum geschlossen sein, mindestens drei Zellen enthalten oder geschlossenporig ausgeschäumt sein. Die Anlegestelle muss mit Sicherheitsmitteln (Rettungsring), Geländer und Absperrvorrichtungen versehen sein. Bei Anlegestellen in fließenden Gewässern wird der Schwimmkörper bootsförmig ausgeführt.

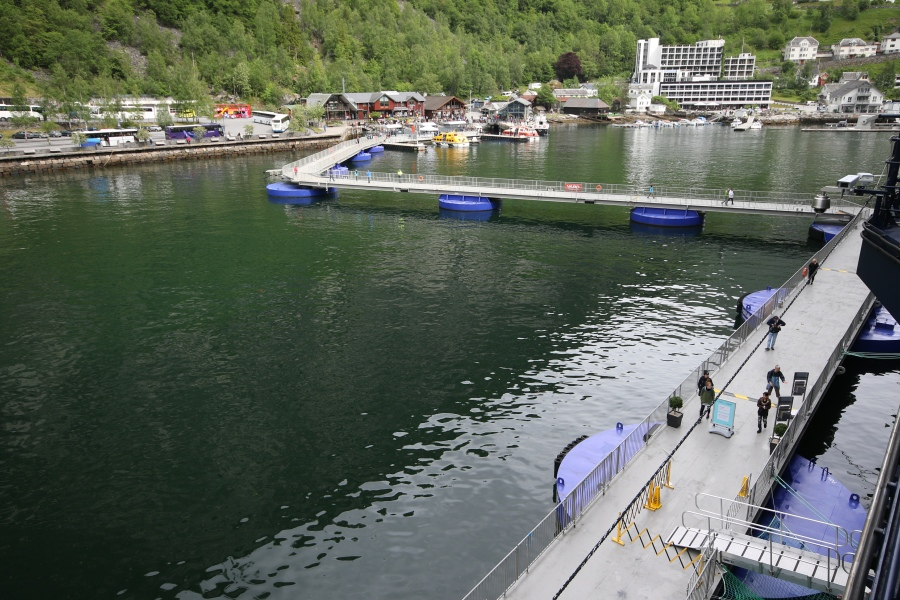
Seawalk in Geiranger

### Sonderformen
Einen dreiteiligen, ausklappbaren Schwimmanleger gibt es im Hafen von Geiranger (Norwegen). Im Fjord wurden zwei Bojen fest verankert, zwischen denen die bis zu 300 Meter langen Kreuzfahrtschiffe fest eingespannt werden. Sie liegen dort in einer Entfernung von ca. 130 Meter vom Ufer und einer Wassertiefe von über 20 Metern. Der zusammengeklappt an der Hafenmauer liegende Seawalk wird dann zum Schiff hin ausgeklappt und ermöglicht den Passagieren ohne Tenderboote an Land zu kommen.

## Standort

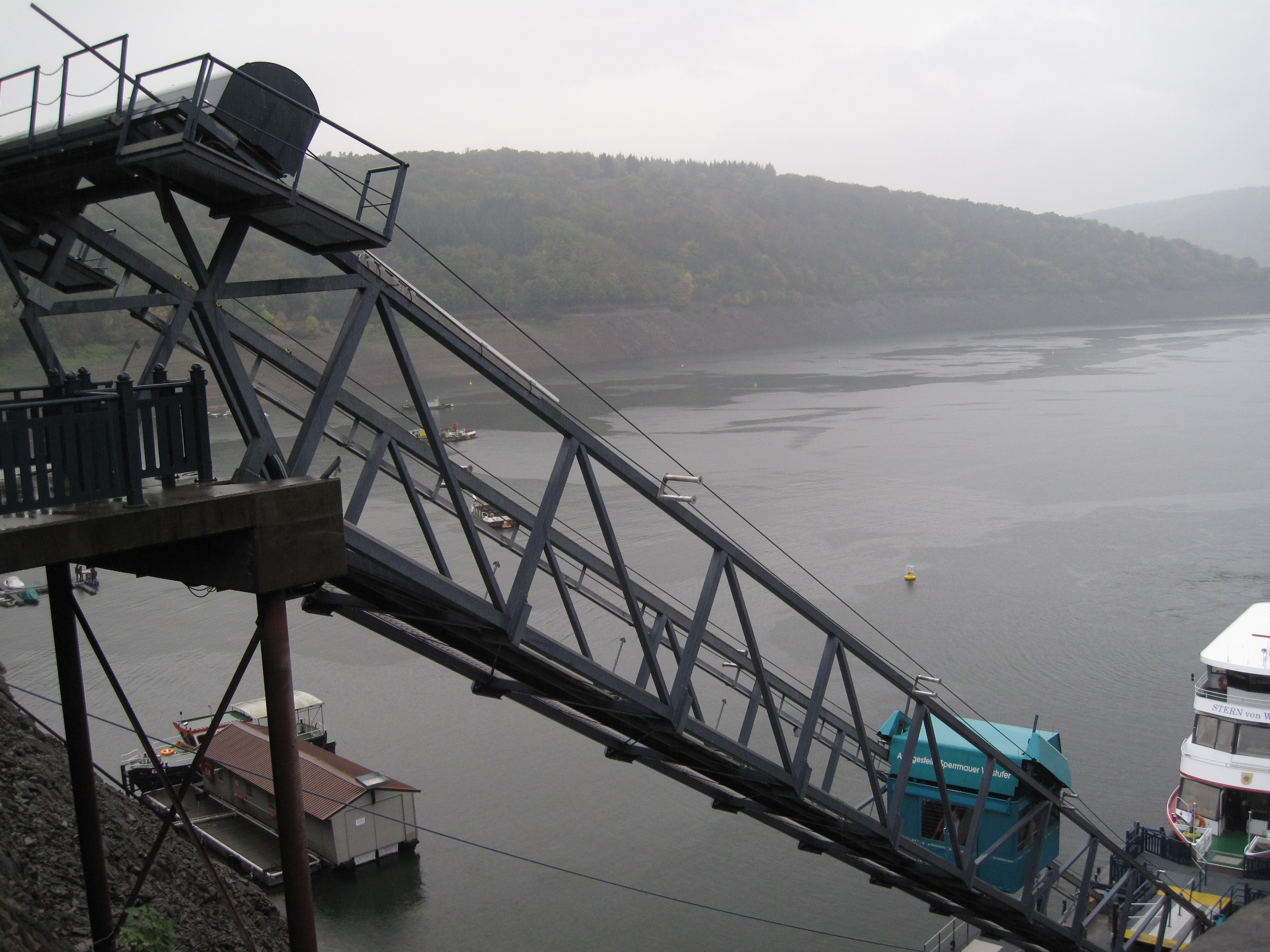
Anleger am Edersee mit Personenkabinenseilbahn

Während in ausreichend tiefen Gewässern ein Kai direkt am Ufer errichtet werden kann, finden sich Schwimmanleger an den seichteren Stellen oder in Gewässern mit starkem Tidenhub, insbesondere aber an Fließgewässern wie z. B. dem Rhein. Um eine schiffbare Tiefe zu gewährleisten, liegen die Anleger zwischen 5 und 15 Meter – in Ausnahmefällen auch bis 50 Meter – vor dem Ufer am Rande der Schifffahrtsrinne.
Die Anleger können nicht an jeder Art schiffbaren Gewässers genutzt werden, denn die Wellenbewegung des Meeres macht eine Installation an den meisten Küsten unmöglich. Dort werden entweder Seebrücken am offenen Meer oder Anleger in Form eines Piers in den Überseehäfen verwendet. Beiden ist gemeinsam, dass sie im Gegensatz zum Schwimmanleger fest verankert und nicht schwimmfähig sind.
Ein Anleger mit einer Steganlage kann bei starker Neigung auch mit einer Kabinenseilbahn betrieben werden. Solch eine Anlage wird an der Westseite der Sperrmauer des Edersees eingesetzt. Die Kabinen der Seilbahn kommen zum Einsatz, wenn der Steg einen Neigungswinkel von mehr als acht Grad hat.